# K-ON! Anthology Comic
K-ON! Anthology Comic! (けいおん！　アンソロジーコミック, Keion! Ansorojī Komikku) é uma série de especiais de K-ON!, produzidos por diversos mangakás e ilustradores. Foi inicialmente lançado uma antologia sem fins lucrativos intitulada Minna De Untan! que trazia diferentes histórias e ilustrações feitas por alguns mangákas, inclusive o de Kakifly (autor de K-ON!). Uma tradução mais precisa do titúlo poderia ser "Todos juntos, Untan!" ("Untan!" se refere ao que Yui Hirasawa diz quando ela toca castanholas no 1° episódio do anime em torno de 12:15).
Também foi lançada uma antologia oficial, "K-ON! Anthology Comic!". A série possui ao todo cinco volumes, publicados na revista Manga Time Kirara Comics pela editora Houbunsha. O primeiro volume foi publicado em 27 de novembro de 2010 e o último em 27 de setembro de 2011. O segundo volume foi publicado em 27 de abril de 2010 e o terceiro volume foi lançado em 26 de agosto de 2010. Outra antologia oficial foi lançada em 26 de novembro de 2011, novamente publicada na revista Manga Time Kirara Comics pela editora Houbunsha. Conta com três volumes, sendo que os dois primeiros foram lançados no mesmo dia e o terceiro em 28 de fevereiro de 2013.
Na antologia "Minna De Untan!" foram convidados 16 mangákas (Daioki, Kanikama, Kazuho, Sugano Manami, Mikami Komata, Abobenchara, Yuuto, Himura, Kiseki, Ushini Yoshitara, Niritsu, Nakama Asaki, Ixy, Suzushiro Seri, Toto Nemigi, Eretto e o autor de K-ON! Kakifly). Cada mangáka possui uma página e conta uma pequena história, com sua própria ilustração. As histórias são humoradas e possuem um pequeno texto ou frase do autor da página. Além disso o formato do mangá segue o estilo 4-koma.
A antologia "K-ON! Anthology Comic!" possui cinco volumes. Os volumes são divididos em capítulos. Cada capítulo é produzido por um mangáka diferente, que conta uma história em cima do enredo de K-ON!. Além dos capítulos o volume também é acompanhado por imagens "fã-arts". O estilo do mangá é o mesmo de "Minna De Untan!", onde se destaca o humor, o formato 4-koma e as diferentes ilustrações que são apresentadas.